# Samuel S. Kottek
Samuel S. Kottek (en hébreu : קוטק שמואל), né en 1931 à Strasbourg, est un médecin pédiatre français du XXe siècle, professeur d'histoire de la médecine à l'université hébraïque de Jérusalem, en Israël.

## Éléments biographiques
Samuel Kottek est né à Strasbourg (Bas-Rhin). Il reçoit son diplôme de docteur en médecine de l'université de Strasbourg en 1959.
Il pratique la pédiatrie à Strasbourg puis à Jérusalem, Israël. Il devint maître de conférences en 1976, puis professeur associé, titulaire de la chaire Harry Friedenwald en histoire de la médecine à l'université hébraïque de Jérusalem en 1984 et finalement émérite en 2000. Disciple du professeur Joshua Leibowitz, premier titulaire de la Chaire.
Il est éditeur de Korot, publication annuelle de la Israel Society for History of Medicine, Jérusalem.
Ses domaines de recherche sont la médecine dans les sources juives et hébraïques antiques; l'Histoire de la Pediatrie (XVIe-XVIIIe s)
Pres de 190 publications a son actif.

## Œuvres
Actes de 3 Congrès internationaux sur la Medecine de la Bible et du Talmud: Numeros speciaux de Korot, 1982, 1985 and 1988.
1988 :
- (en) Epilepsy in ancient Jewish sources. Israel J. Psychiat.

1989 :
- (en) Do not drink wine or strong drink. Alcohol and responsibility.
- (en) Remarks on Talmudic medical terminology
- (en) An additional note on the Pasteur Institute in Palestine.

1990 :
- (en) A renewed examination of Talmudic medical terms.
- Le "Tractatus de Morbis Puerorum" (Amsterdam, 1760), Réexamen.

1991 :
- (en) "Citizens, do you want children's doctors?" An early vindication.
- Sur l'origine gréco-latine de certains termes médicaux utilisés.

1992 :
- La Prière de Médecins de Jacob Zahalon
- (en) The image of the insane in ancient Jewish lore
- (en) Sclerema Neonatorum: A renewed examination of primary sources

1993 :
- (en) Medicinal drugs in the Works of Flavius Josephus
- (en) [With F. Rosner, eds.]Moses Maimonides: Physician, Scientist and Philosopher, Northvale / London, Jason Aronson, 281pp.
- (en) An eighteenth century medical view of the diseases of the Jews
- (en) Maimonides on the perfect physician

1994 :
- (en) Medicine and Healing in the Works of Flavius Josephus, E.J.Brill, Leiden / New York / Köln, 217 pp.
- (en) Communicable diseases in biblical lore
- (en) Pediatrics in ancient Jewish sources

1995 :
- (en) The kidneys give advice. Some thoughts on nephrology.
- (en) Medicine and law in the writings of Maimonides

1996 :
- (en) [With Luis Garcia-Ballester, eds.] Medicine and Medical Ethics in Medieval and Early Modern Spain, Jerusalem, The Magnes Press, 291pp.
- (en) [With M. Waserman, eds.] Health and Disease in the Holy Land; Studies in the History and Sociology of Medicine from Ancient Times to the Present, Lewiston / Queenston / Lampeter, E. Mellen Press, 489pp.
- *Alphonse LeRoy et la proto-pédiatrie du 19e siècle, Vesalius, II, 1, 19-25.
- (en) Depression: From Ancient Greece to modern times. Aetiology.

2000 :
- (en) [With M. Horstmanshoff et al., eds. ]  From Athens to Jerusalem:  Medicine in

Hellenized Jewish Lore and in Early Christian Literature, Rotterdam, Erasmus Publishing, 279 pp.
2003 :
- [Avec Gad Freudenthal, eds. ] Mélanges d’Histoire de la Médecine hébraïque (sélection révisée d’articles de la Rev. Hist. Méd. Hébr. 1948-1985), Leyde, Brill [591pp.]

2012 :
- Bible, Santé, Hygiène. Glyphe éditions, Paris, 370 pp.

2013 :
- (en) [With Kenneth Collins & Fred Rosner] Moses Maimonides and his Practice of Medicine, Haïfa, 202 pp.

2015 :
- (en) [With Kenneth Collins and Helena Paavilainen] Isaac Israeli: The Philosopher Physician, Jérusalem, Berman Medical Library, 227 pp.